# Río de Oro-halvön
Río de Oro-halvön (spanska: Península de Río de Oro, franska: Péninsule du Rio de Oro) är en halvö i Västsahara, i ett område som sedan 27 februari 1976 ockuperas av Marocko. På halvön ligger Västsaharas näst största stad, Dakhla.